# استان اورنبورگ

جای‌گاه استان اورنبورگ روی نقشه روسیه

استان اورنبورگ (به روسی: Оренбу́ргская о́бласть) یکی از واحدهای فدرال روسیه است که در ناحیه فدرالی ولگا قرار دارد.

## اقتصاد
اقتصاد اورنبورگ بر پایه کشاورزی است است و از محصولات آن می‌توان به سیب زمینی ذرت و گل آفتابگردان اشاره کرد.